# تری‌اکسید سلنیوم
تری‌اکسید سلنیوم (به انگلیسی: Selenium trioxide) با فرمول شیمیایی SeO۳ یک ترکیب شیمیایی است. که جرم مولی آن 126.96 g/mol می‌باشد. شکل ظاهری این ترکیب، بلورهای سفید است.